# José Viegas Filho
Pour les articles homonymes, voir Viegas et Filho.
José Viegas Filho (né le 14 octobre 1942 à Campo Grande) est un diplomate brésilien.

## Biographie
José Viegas a exercé les fonctions d'ambassadeur du Brésil au Danemark entre 1995 et 1998, puis au Pérou en 1998 et 2001, et enfin en Russie en 2001 et 2002. Il fut ensuite ministre de la Défense durant la présidence de Luiz Inácio Lula da Silva en 2003 et 2004. Il démissionnera du gouvernement. 
En 2005, José Viegas Filho exerce la fonction d'ambassadeur du Brésil en Espagne puis devient ambassadeur du Brésil en Italie à partir de 2009, fonction qu'il continue d'exercer en 2015. 